# Khỉ đầu chó vàng
Khỉ đầu chó vàng (Papio cynocephalus) là một loài động vật có vú trong họ Cercopithecidae, bộ Linh trưởng. Loài này được Linnaeus mô tả năm 1766.

## Hình ảnh

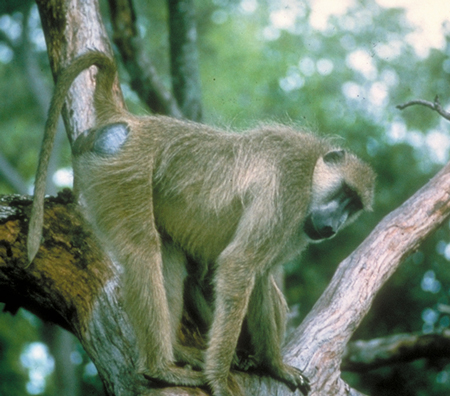
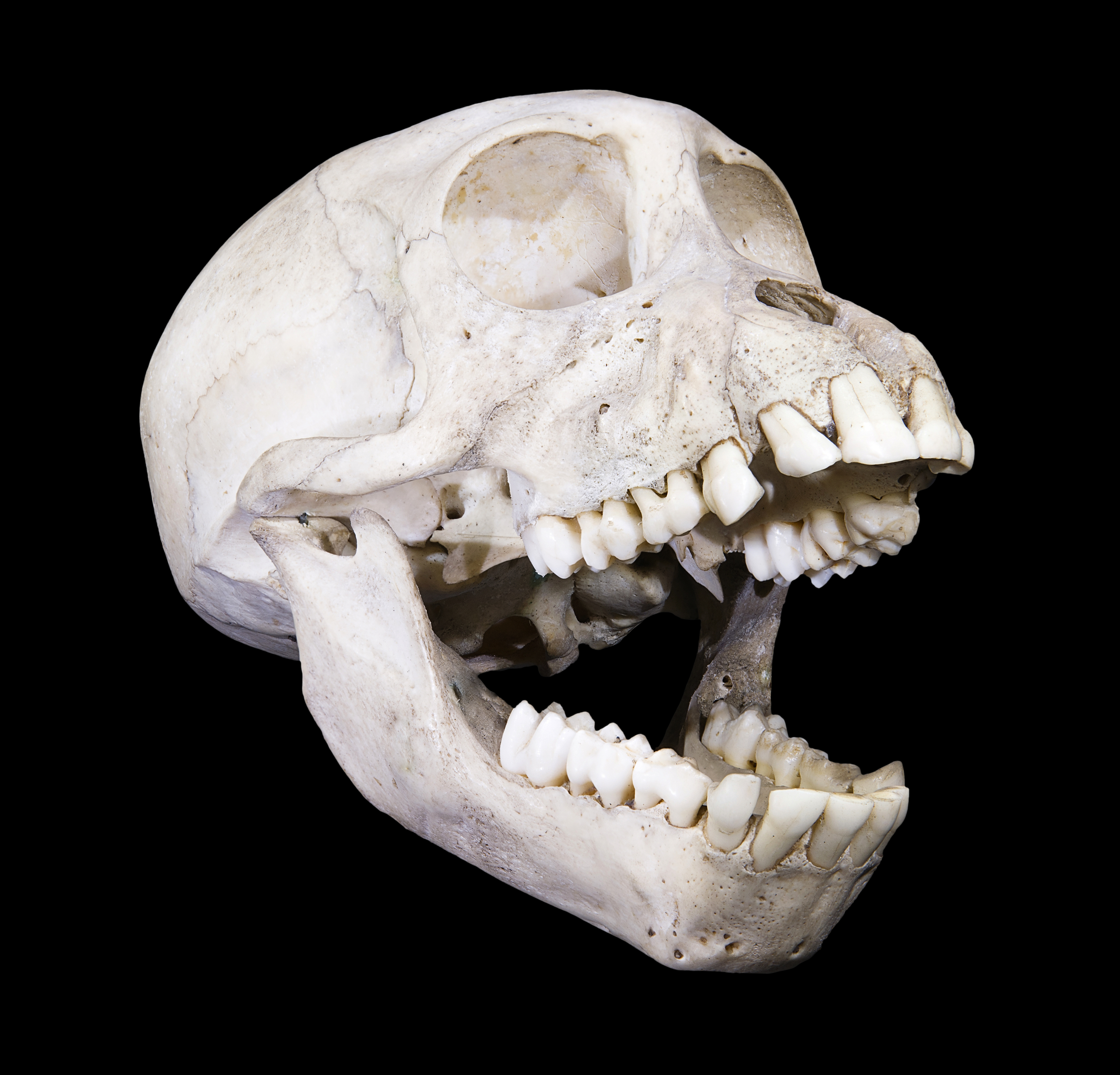
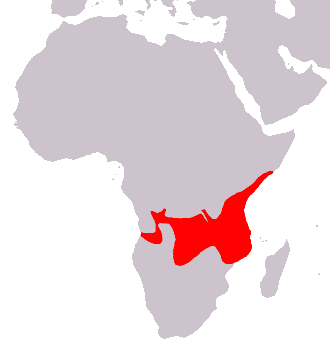
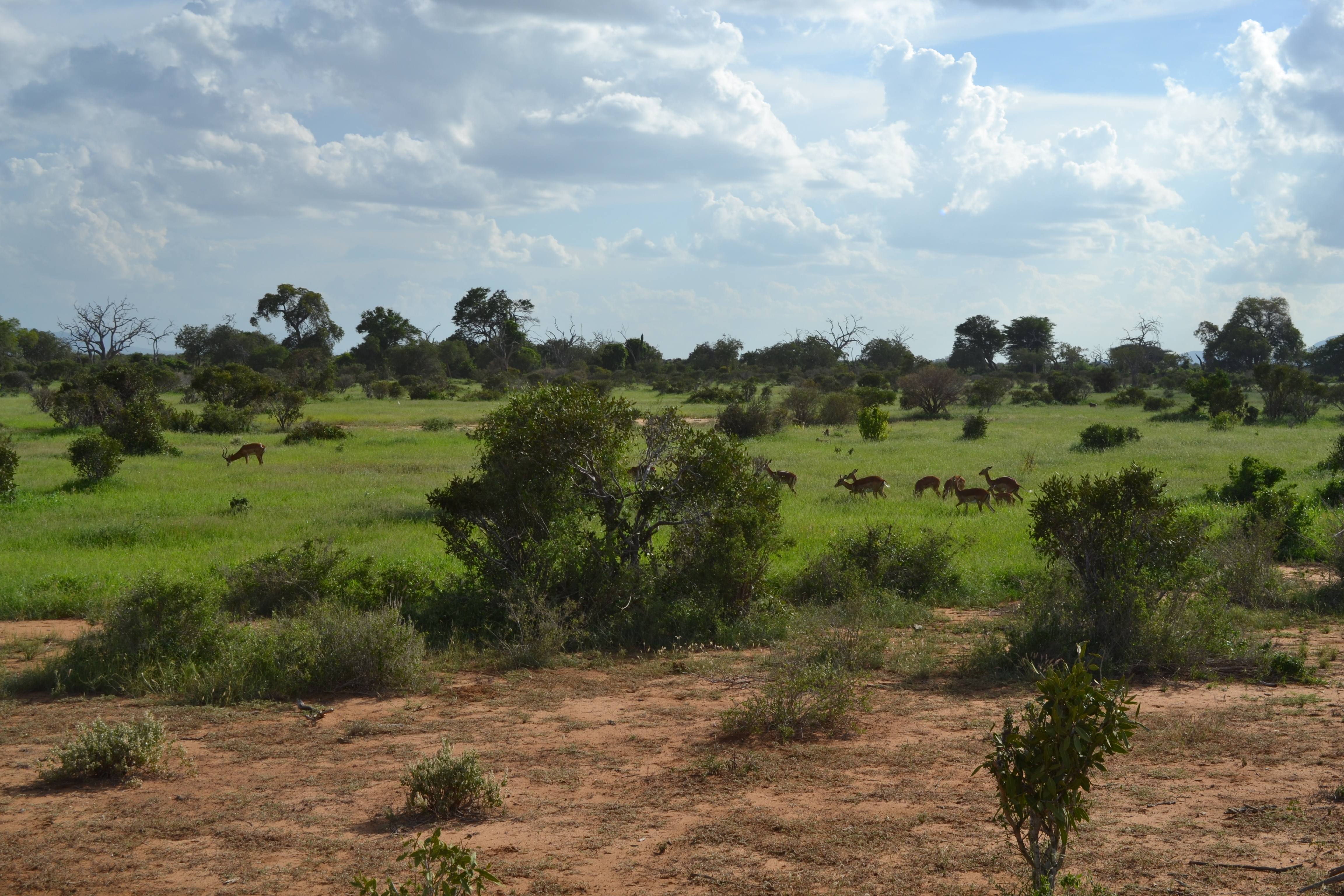

## Phân loài
- Papio cynocephalus cynocephalus
- Papio cynocephalus ibeanus
- Papio cynocephalus kindae